# Gregorio Aznárez
Gregorio Aznárez es una localidad uruguaya del departamento de Maldonado, sede del municipio de Solís Grande. En 1903 se elaboró en Gregorio Aznárez el primer kilo de azúcar de producción nacional. El pueblo Gregorio Aznárez celebró sus primeros cien años de vida con una larga fiesta que incluyó una misa criolla, varios espectáculos artísticos y homenajes a los vecinos con más años en el pueblo.

## Localización
La localidad se encuentra situada en la zona suroeste del departamento de Maldonado, en el municipio de Solís Grande, al este del arroyo Solís Grande, y en el km 89 de la ruta 9.

## Historia
El principal impulsor de esa población fue un español nacido en 1860 en Villa Mendigorria (Navarra), descendiente de una familia noble que a la edad de nueve años llegó con sus padres y hermanos al Uruguay.
A los 28 años de edad ya estaba involucrado en el mundo del comercio: participó de la primera exportación de harina uruguaya a Brasil y dos años más tarde realizó los primeros ensayos sobre cultivo de arroz.
Su vinculación con la industria azucarera data de 1891, cuando conoció al ingeniero Luis Torrosella, que había obtenido la concesión para refinar azúcar en el Uruguay, y al francés Félix Giraud, que instaló en Montevideo la primera refinería de azúcar, denominada Refinería Oriental.
Aznárez fue el encargado de elegir el lugar dónde más tarde se levantaría la fábrica. Así relataba el episodio su bisnieto al conmemorarse los cien años de la elaboración del primer kilo de azúcar de producción nacional:
«Se encargó de venir hasta la estación La Sierra Departamento de Maldonado, donde llegaba el tren, y recorrió toda la zona a caballo, en una odisea hasta La Coronilla que duró 50 días; todo eso en busca de la mejor zona para plantar remolacha (...) Se eligió este punto porque era el único lugar protegido de la langosta migratoria, que cuando venía de Brasil arrasaba con todo (...) Estas tierras eran ideales (porque) de un lado estaba el mar, que la langosta no cruzaba, y del otro lado, la Sierra de las Ánimas, que tampoco la cruzaba».
En 1900 Gregorio Aznárez se casó con Julia Simondino, con quien tuvo cuatro hijos: María Paulina, Gloria, Jorge Alejandro y Julio Gregorio, este último muy recordado por los vecinos del pueblo por su participación en la etapa de mayor prosperidad del pueblo. En ese mismo año se compraron unas dos mil hectáreas de tierra, se instalaron los primeros medianeros, se levantaron las primeras casas para los obreros y se construyó el ingenio La Sierra.

### El primer kilo de producción nacional - 1903
La reseña histórica dice que «en 1900 ya se comienzan a vislumbrar las posibilidades del cultivo de remolacha en esta zona; en 1902 se empieza a poblar y armar una fábrica, un ingenio pequeño, que al año siguiente, en 1903 dará el primer kilo de azúcar de producción nacional».
En 1906 la empresa quedó en manos de Gregorio Aznárez y de su cuñado, José Díaz, y años más tarde se constituyó la Sociedad Anónima RAUSA (Remolacheras y Azucareras del Uruguay).
Entre 1910 y 1950 se construyeron nuevas viviendas; se forestó la zona, se crearon dos escuelas y un juzgado, se inauguró la plaza del pueblo, se levantó la fábrica de Montes, se fraccionaron tierras (el primer comprador fue don Reimundo Donate) y se construyó la Iglesia.
Don Gregorio Aznárez murió en 1951, siendo aún presidente del directorio de Rausa y en plena actividad con la concreción del segundo ingenio, el de Montes.
Cuando se creó la ley azucarera, en la década de 1950, la producción comenzó a ser rentable e hizo posible grandes inversiones en maquinaria, fertilizantes y ensayos varios para obtener mejoras en la cosecha.

### 1959 - Se crea el pueblo Gregorio Aznárez
En 1956 se presentó un proyecto de ley que pedía: «elévase a la categoría de núcleo poblado ubicado en la 5ª. Sección Judicial del Departamento de Maldonado, en las inmediaciones de la Estación de Ferrocarril La Sierra y denomínese a dicho Pueblo Gregorio Aznárez».
Estos años fueron de gran prosperidad para la localidad, que comenzó a ser pueblo oficialmente declarado a partir de 1959 y pasó a llamarse Gregorio Aznárez. En esos años se instalaron escuelas, bancos, juzgados, oficina de correo, ambulancia, caja rural, club agrario, quince comercios y club deportivo".

### Progresos
En 1968 se construyeron 70 nuevas viviendas y, dos años más tarde, el Club Rausa fundó su sede. También en la década del setenta se creó el cementerio local y colegio y liceo privado. A mediados de esta década, Rausa comenzó a decaer, hasta que finalmente cerró. En 1984 se formó Agroindustrias La Sierra, dedicada a la producción de azúcar natural líquida a partir del almidón de maíz. Esta empresa dejó de funcionar en 1996. En 1989 se levantaron casi cien casas de MEVIR. En 1992 se inauguró el local de la Junta; tres años más tarde quedó habilitado el gimnasio, se pavimentaron varias calles y se reforzó la red lumínica.
Don Gregorio Aznarez comenzó así con un emprendimiento agroindustrial que sin duda buscaba un importante rédito económico, pero además apoyó y patrocinó la construcción de viviendas para los obreros y se transformó en la principal fuente económica de la población que se fue estableciendo en los alrededores. Las familias se empleaban en todas las tareas. En poco tiempo el núcleo poblado dispuso de escuelas, policlínica de Salud Pública, juzgado y correo. Pronto se preocupó de la actividad social complementaria y con el auspicio de RAUSA la población dispuso de cine, teatro y plaza de deportes.

## Población
Según el censo de 2011 la localidad contaba con una población de 944 habitantes.
| 169           | 506 | 642 | 1003 | 902 | 944 |
| (Fuente: INE) |     |     |      |     |     |